# Discografia Rihannei
Acest articol prezintă cronologic aparițiile discografice ale cântăreței Rihanna. Aceasta a lansat patru albume de studio, 16 discuri single, un disc single promoțional și 16 videoclipuri; de asemenea a apărut pe lansările a altor trei artiști și pe un cântec lansat în scopuri caritabile.
Stilul muzical al Rihannei variază de la dance-pop și pop rock până la reggae, dancehall și R&B. Cântecul ei de debut, „Pon de Replay” a fost lansat pe 22 august 2005, bucurându-se de succes în special în țările anglofone, clasându-se pe prima treaptă în Noua Zeelandă și a doua în Irlanda, Regatul Unit și Statele Unite, fiind certificat cu discul de aur în Australia și Statele Unite. Music of the Sun, albumul de debut al acesteia, avea un ritm distinct de reggae caribean și beaturi de dancehall combinat cu dance-pop urban. A fost lansat către sfârșitul lunii august 2005, având un succes moderat în clasamentele internaționale, ajungând pe locul 7 în Canada, locul 10 în Statele Unite și în top 40 în țări ca Elveția, Noua Zeelandă și Regatul Unit; a primit discul de aur în Italia, Regatul Unit și Statele Unite și cel de platină în Canada. De pe album au mai fost promovate două piese: „If It's Lovin' that You Want”, un succes mic și un disc single lansat doar în Japonia, „Let Me”.
Anul următor, Rihanna și-a lansat al doilea album, A Girl Like Me, cu influențe mai mult pop decât tropicale. Vânzările au depășit cifra obținută de Music of the Sun, primind disc de platină din partea caselor de discuri ce o reprezintă în Australia, Canada, Europa și Statele Unite. Primul extras pe single, „SOS” a devenit un hit de top 3 în Europa, atingând prima poziție în Australia și Statele Unite. Următorul cântec promovat, „Unfaithul”, s-a bucurat de asemenea de clasări în top 10, fiind prima înregistrare a interpretei ce se clasează în primele 10 poziții din Romanian Top 100. De pe album au mai fost promovate „We Ride” și „Break It Off”, ambele având însă clasări slabe, în general.

## Albume
| An   | Nume                                                | Poziția maximă | Poziția maximă | Poziția maximă | Poziția maximă | Poziția maximă | Poziția maximă | Poziția maximă | Poziția maximă | Poziția maximă | Vânzări și certificații          |
| An   | Nume                                                | WW             | U.S.           | CAN            | UK             | FRA            | AUT            | JPN            | GER            | AUS            | Vânzări și certificații          |
| ---- | --------------------------------------------------- | -------------- | -------------- | -------------- | -------------- | -------------- | -------------- | -------------- | -------------- | -------------- | -------------------------------- |
| 2005 | Music of the Sun - Formate: CD, descărcare digitală | 23             | 10             | 7              | 35             | 93             | 45             | 14             | 31             | –              | - BPI certification: Aur         |
| 2006 | A Girl Like Me - Formate: CD, download              | 4              | 5              | 1              | 5              | 18             | 21             | 3              | 13             | 9              | - BPI certification: Platină     |
| 2007 | Good Girl Gone Bad - Formate: CD, download          | 1              | 2              | 1              | 1              | 8              | 3              | 1              | 4              | 2              | - BPI certification: 2x Platinum |
| 2009 | Rated R - Formate: CD, download                     | 3              | 4              | 5              | 16             | 10             | 7              | 10             | 4              | 15             | - U.K certification:Gold         |

"–" denotă că albumul a fost lansat dar nu a intrat în top

## Discuri single
| An                         | Single                                                  | Poziția maximă | Poziția maximă             | Poziția maximă | Poziția maximă | Poziția maximă | Poziția maximă    | Poziția maximă | Poziția maximă | Poziția maximă    | Poziția maximă | Poziția maximă | Poziția maximă | Poziția maximă | Poziția maximă | Poziția maximă                                        | Album                             |
| An                         | Single                                                  | WW             | U.S.                       | AUS            | AUT            | CAN            | EUR               | FRA            | GER            | IRE               | NET            | NOR            | NZD            | ROM            | SWI            | UK                                                    | Album                             |
| -------------------------- | ------------------------------------------------------- | -------------- | -------------------------- | -------------- | -------------- | -------------- | ----------------- | -------------- | -------------- | ----------------- | -------------- | -------------- | -------------- | -------------- | -------------- | ----------------------------------------------------- | --------------------------------- |
| 2005                       | „Pon de Replay”                                         | 3              | 2                          | 6              | 5              | 3              | 2                 | 18             | 6              | 2                 | 15             | 3              | 1              | 20             | 3              | 2                                                     | Music of the Sun                  |
| 2005                       | „If It's Lovin' that You Want”                          | 30             | 36                         | 9              | 31             | —              | 35                | —              | 25             | 8                 | 13             | —              | 9              | 18             | —              | 11                                                    | Music of the Sun                  |
| 2006                       | „SOS”                                                   | 1              | 1                          | 1              | 4              | 2              | 1                 | 12             | 2              | 3                 | 6              | 3              | 3              | 28             | 3              | 2                                                     | A Girl like Me                    |
| 2006                       | „Unfaithful”                                            | 4              | 6                          | 2              | 2              | 1              | 1                 | 7              | 2              | 2                 | 9              | 2              | 4              | 10             | 1              | 2                                                     | A Girl like Me                    |
| 2006                       | „We Ride”                                               | —              | 107                        | 24             | —              | —              | 106               | —              | 45             | 17                | 60             | —              | 7              | 22             | —              | 17                                                    | A Girl like Me                    |
| 2006                       | „Break It Off” (feat. Sean Paul)                        | 21             | 9                          | —              | —              | 19             | 160               | —              | —              | —                 | —              | —              | —              | 27             | —              | —                                                     | A Girl like Me                    |
| 2007                       | „Umbrella” (feat. Jay-Z)                                | 1              | 1                          | 1              | 1              | 1              | 1                 | 6              | 1              | 1                 | 2              | 1              | 1              | 1              | 1              | 1                                                     | Good Girl Gone Bad                |
| 2007                       | „Shut Up and Drive”                                     | 11             | 15                         | 4              | 31             | 7              | 8                 | —              | 6              | 5                 | 7              | 13             | 12             | 14             | 4              | 5                                                     | Good Girl Gone Bad                |
| 2007                       | „Don't Stop the Music”                                  | 1              | 3                          | 1              | 1              | 2              | 1                 | 1              | 1              | 6                 | 1              | 7              | 3              | 8              | 1              | 4                                                     | Good Girl Gone Bad                |
| 2007                       | „Hate That I Love You” (feat. Ne-Yo)                    | 6              | 7                          | 14             | 14             | 17             | 8                 | 16             | 11             | 13                | 22             | —              | 6              | 11             | 13             | 15                                                    | Good Girl Gone Bad                |
| 2008                       | „Take a Bow”                                            | 1              | 1                          | 3              | 6              | 1              | 3                 | 12             | 6              | 1                 | 10             | 5              | 2              | —[A]           | 7              | 1                                                     | Good Girl Gone Bad                |
| 2008                       | „If I Never See Your Face Again” (feat. Maroon 5)       | 27             | 51                         | 11             | 54             | 2              | 75                | —              | —              | 16                | 20             | —              | 21             | —[A]           | 52             | 28                                                    | Good Girl Gone Bad                |
| 2008                       | „Disturbia”                                             | 2              | 1                          | 6              | 4              | 2              | 2                 | 3              | 5              | 4                 | 12             | 3              | 1              | 1              | 4              | 3                                                     | Good Girl Gone Bad                |
| 2008                       | „Rehab”                                                 | 29             | 18                         | 26             | 9              | 19             | 13                | —              | 4              | 22                | 18             | 4              | 12             | 8              | 13             | 16                                                    | Good Girl Gone Bad                |
| 2009                       | „Russian Roulette”                                      | 3              | 9                          | 7              | 2              | 9              | 2                 | 4              | 2              | 5                 | 7              | 1              | 9              | 2              | 1              | 2                                                     | Rated R                           |
| 2009                       | „Hard”                                                  | 15             | 8                          | 51             | —              | 9              | —                 | —              | —              | 33                | —              | —              | 15             | 57             | —              | 42                                                    | Rated R                           |
| 2010                       | „Rude Boy”                                              | 1              | 1                          | 1              | 6              | 7              | 2                 | 8              | 4              | 3                 | 9              | 3              | 3              | 1              | 5              | 2                                                     | Rated R                           |
| 2010                       | „Rockstar 101” (feat. Slash)                            | —              | 64                         | 24             | —              | —              | —                 | —              | —              | —                 | —              | —              | —              | —              | —              | —                                                     | Rated R                           |
| 2010                       | „Te Amo”                                                | 25             | —                          | 22             | 11             | 66             | 18                | —              | 11             | 16                | 31             | 12             | —              | 31             | 9              | 14                                                    | Rated R                           |
| 2010                       | „Only Girl (In the World)”                              | 1              | 1                          | 1              | 1              | 1              | 1                 | 2              | 2              | 1                 | 2              | 1              | 1              | 1              | 2              | 1                                                     | Loud                              |
| 2010                       | „What's My Name?” (cu Drake)                            | 3              | 1                          | 18             | 13             | 5              | 29                | 16             | 12             | 3                 | 20             | 4              | 3              | 75             | 13             | 1                                                     | Loud                              |
| 2011                       | „S&M”                                                   | 1              | 1                          | 1              | 4              | 1              | —                 | 3              | 2              | 3                 | 7              | 2              | 2              | 3              | 2              | 3                                                     | Loud                              |
| 2011                       | "Man Down"                                              | —              | 59                         | —              | —              | 63             | —                 | 1              | —              | —                 | 4              | 17             | —              | 5              | 9              | 54                                                    | Loud                              |
| 2011                       | „California King Bed”                                   | 12             | 37                         | 4              | 4              | 20             | —                 | 30             | 8              | 11                | 19             | —              | 4              | 27             | 10             | 8                                                     | Loud                              |
| 2011                       | „Cheers (Drink to That)”                                | 8              | 50                         | 18             | —              | —              | —                 | —              | —              | —                 | —              | —              | 5              | 76             | —              | —                                                     | Loud                              |
| 2011                       | „We Found Love”                                         | 1              | 1                          | 2              | 2              | 1              | —                 | 1              | 1              | 1                 | 3              | 1              | 1              | 2              | 1              | 1                                                     | Talk That Talk                    |
| 2011                       | „You Da One”                                            | 19             | 14                         | 26             | 23             | 12             | —                 | 23             | —              | 12                | 28             | 16             | 10             | 16             | 36             | 16                                                    | Talk That Talk                    |
| 2012                       | „Talk That Talk”                                        | 29             | 31                         | 28             | -              | 30             | —                 | 24             | -              | 22                | 61             | 10             | 37             | -              | 11             | 25                                                    | Talk That Talk                    |
| 2012                       | „Birthday Cake”                                         | -              | 30                         | -              | -              | -              | —                 | -              | —              | -                 | -              | -              | -              | -              | -              | -                                                     | Talk That Talk                    |
| 2012                       | „Where Have You Been”                                   | -              | 65                         | 46             | -              | 41             | —                 | -              | —              | 47                | -              | 8              | 19             | -              | 38             | 61                                                    | Talk That Talk                    |
| Discuri promoționale       |                                                         |                |                            |                |                |                |                   |                |                |                   |                |                |                |                |                |                                                       |                                   |
| 2008                       | "Breakin' Dishes"                                       | —              | —                          | —              | —              | —              | —                 | —              | —              | —                 | —              | —              | —              | —              | —              | —                                                     | Good Girl Gone Bad                |
| 2009                       | "Wait Your Turn"                                        | —              | —                          | 82             | —              | —              | —                 | —              | —              | 32                | —              | —              | —              | —              | —              | 45                                                    | Rated R                           |
| 2010                       | "Raining Men"                                           | —              | 111                        | —              | —              | —              | —                 | —              | —              | —                 | —              | —              | —              | —              | —              | 142                                                   | Loud                              |
| Colaborări                 |                                                         |                |                            |                |                |                |                   |                |                |                   |                |                |                |                |                |                                                       |                                   |
| 2007                       | „Roll It” J-Status și Rihanna cu Shontelle              | —              | —                          | —              | —              | —              | —                 | —              | 33             | —                 | —              | —              | —              | —              | 89             | —                                                     | The Beginning                     |
| 2008                       | „Just Stand Up!” în colaborare cu alte 14 cântărețe     | 19             | 11                         | 39             | 73             | 10             | —                 | —              | —              | —                 | —              | —              | 19             | —              | —              | 26                                                    | Just Stand Up! EP                 |
| 2008                       | „Live Your Life” cu T.I.                                | 3              | 1                          | 3              | 5              | 4              | 4                 | 17             | 12             | 3                 | 5              | 6              | 2              | —[A]           | 8              | 2                                                     | Paper Trail                       |
| 2009                       | „Run This Town” cu Jay-Z și Kanye West                  | 2              | 2                          | 9              | 29             | 6              | 5                 | —              | 18             | 3                 | 30             | 5              | 9              | —[A]           | 9              | 1                                                     | The Blueprint 3                   |
| 2010                       | „Stranded (Haiti Mon Amour)” cu Jay-Z, Bono și The Edge | 17             | 16                         | —              | 10             | 6              | 26                | —              | —              | 3                 | —              | 6              | —              | —              | —              | 41                                                    | Hope for Haiti Now                |
| 2010                       | „Love the Way You Lie” cu Eminem                        | 1              | 1                          | 1              | 1              | 1              | 1                 | 3              | 1              | 1                 | 4              | 1              | 1              | 1              | 1              | 2                                                     | Recovery                          |
| 2010                       | „Who's That Chick?” cu David Guetta                     | 13             | 51                         | 7              | 4              | 26             | —                 | 5              | 6              | 4                 | 6              | 5              | 8              | 50             | 8              | 3                                                     | One More Love                     |
| 2011                       | "All of the Lights"                                     | 27             | 18                         | 24             | 68             | 53             | —                 | 52             | 75             | 13                | —              | —              | 13             | —              | 46             | 15                                                    | My Beautiful Dark Twisted Fantasy |
| 2011                       | „Fly” cu Nicki Minaj                                    | 32             | 21                         | 18             | —              | 55             | —                 | —              | —              | 14                | —              | —              | 13             | —              | —              | 16                                                    | Pink Friday                       |
| 2012                       | „Princess of China” feat Coldplay                       | 23?            | 20                         | —              | —              | 17             | —                 | 33             | —              | 22                | 26             | 8              | —              | —              | —              | 33                                                    | Mylo Xyloto                       |
| 2012                       | „Take Care” cu Drake                                    | 11             | 9                          | 7              | —              | 15             | —                 | 55             | —              | 18                | —              | —              | —              | —              | 50             | 9                                                     | Take Care                         |
| Cântece clasate pe locul 1 | Cântece clasate pe locul 1                              | 9              | 11                         | 7              | 4              | 7              | 6                 | 3              | 4              | 5                 | 1              | 5              | 6              | 5              | 6              | 6                                                     |                                   |
| Clasamente                 | Clasamente                                              |                | Statele Unite ale Americii | Australia      | Austria        | Canada         | Uniunea Europeană | Franța         | Germania       | Republica Irlanda | Țările de Jos  | Norvegia       |                | România        | Elveția        | Regatul Unit al Marii Britanii și al Irlandei de Nord |                                   |